# Јохан Бернули
Јохан Бернули (Базел, 27. јул 1667 — Базел, 1. јануар 1748) је био швајцарски математичар. Био је брат Јакоба Бернулија и отац Данијела Бернулија (по коме је Бернулијев принцип добио име) и Николауса II Бернулија. Такође је познат као Жан Бернули. Он је образовао великог математичара Леонарда Ојлера у својој младости.
Бернули је био познат по томе што је био екстремно љубоморан. Због љубоморе према свом сину Данијелу, Јохан је преузео све идеје из књиге свог сина, Hydrodynamica, и направио је своју књигу, и то пре издавања Данијелове како би све било приписано њему.
Гијом Франсоа Антоан де Лопитал је запослио Бернулија како би га подучавао математици. Бернули и Лопитал су потписали уговор који је дао Лопиталу права да користи Бернулијева открића по вољи. Лопитал је издао прву књигу о калкулусу, од чега је већи део било дело Бернулија, укључујући решавање лимеса облика 0/0 и ∞/∞ (Лопиталово правило).
Бернули је предложио перпетуум мобиле машину базирану на енергији флуида.